# Véra Clouzot
Véra Clouzot, ursprungligen Véra Gibson Amado, född 30 december 1913 i Rio de Janeiro, Brasilien, död 15 december 1960 i Paris, var en fransk skådespelerska.
Hon var från 1950 gift med den franske regissören Henri-Georges Clouzot och medverkade i några av hans filmer.
Hon avled, 46 år gammal, av en hjärtattack.

## Filmografi
- 1957 – Spionerna
- 1955 – De djävulska
- 1953 – Fruktans lön